# 馬維爾湖
49°09′S 70°28′E / 49.150°S 70.467°E
馬維爾湖（法語：Lac Marville），是南極洲的湖泊，位於凱爾蓋朗群島，處於庫爾貝半島，面積50平方公里，集水區面積225平方公里，海拔高度1米，由法屬南部領地負責管轄。